# Club de Tenis Albacete
El Club de Tenis Albacete es un club de tenis y un complejo deportivo situado en la ciudad española de Albacete. Fundado en 1965, ha albergado grandes acontecimientos tenísticos como la Copa Davis, el Campeonato de España de Tenis o el Trofeo Internacional de Tenis Ciudad de Albacete.

## Historia
El Club de Tenis Albacete fue fundado el 15 de enero de 1965. Sus primeras instalaciones estuvieron situadas en el Complejo Deportivo Carlos Belmonte. En 1970 comienza la construcción de las actuales instalaciones que fueron inauguradas en 1971 en su primera fase. En 1979 se puso en marcha la escuela de tenis. En los años 1980 se inauguró el emblemático edificio de la sede social.

## Instalaciones
El club cuenta con aparcamiento, 2 pistas polideportivas de baloncesto y fútbol sala, un campo de fútbol de césped natural, 4 pistas de pádel, una pista central de tierra batida con capacidad para 600 espectadores ampliables a 3000 en caso de grandes acontecimientos, 5 pistas de tierra batida, 5 pistas de pavimento poroso, 2 pistas de greenset, un frontón de calentamiento, 2 piscinas, bar terraza de verano, vestuarios y duchas masculinos y femeninos, escuela de tenis, almacén, botiquín y sala de personal, cafetería, restaurante y terraza de la sede social, gimnasio y parque infantil, sala de juegos de la sede social, salón noble situado en el edificio de la sede social, oficinas de Secretaría y de la Junta Directiva, salón recreativo del área infantil, salón recreativo del área juvenil y almacén de maquinaria y herramienta.

## Copa Davis
El Club de Tenis Albacete ha sido escenario de la Copa Davis. Del 21 al 23 de septiembre de 2001 albergó la eliminatoria de play-offs del Grupo Mundial de la Copa Davis entre España y Uzbekistán disputada sobre tierra batida. El equipo español, formado por Juan Carlos Ferrero, Alex Corretja, Joan Balcells y Carlos Moyá, venció 4 a 0 y logró la permanencia en el Grupo Mundial.
| Club de Tenis Albacete, Albacete, España 21 al 23 de septiembre de 2001 Arcilla (al aire libre) |                       |                                |        |    |    |   |  |  |
| \| 1 \| \| Juan Carlos Ferrero \| 7 \| 6 \| 6 \| \| \| \| \| 1 \| \| Oleg Ogorodov \| 5 \| 2 \| 4 \| \| \| \| \| 2 \| \| Alex Corretja \| 6 \| 6 \| 64 \| 6 \| \| \| \| 2 \| \| Vadim Kutsenko \| 0 \| 2 \| 7 \| 0 \| \| \| \| 3 \| \| Joan Balcells - Alex Corretja \| 5 \| 6 \| 6 \| 6 \| \| \| \| 3 \| \| Vadim Kutsenko - Oleg Ogorodov \| 7 \| 3 \| 4 \| 4 \| \| \| \| 4 \| \| Joan Balcells \| 6 \| 7 \| \| \| \| \| \| 4 \| \| Vadim Kutsenko \| 4 \| 64 \| \| \| \| \| \| 5 \| \| Alex Corretja \| no \| \| \| \| \| \| \| 5 \| \| Oleg Ogorodov \| jugado \| \| \| \| \| \| |                       |                                |        |    |    |   |  |  |
| 1 | Bandera de España     | Juan Carlos Ferrero            | 7      | 6  | 6  |   |  |  |
| 1 | Bandera de Uzbekistán | Oleg Ogorodov                  | 5      | 2  | 4  |   |  |  |
| 2 | Bandera de España     | Alex Corretja                  | 6      | 6  | 64 | 6 |  |  |
| 2 | Bandera de Uzbekistán | Vadim Kutsenko                 | 0      | 2  | 7  | 0 |  |  |
| 3 | Bandera de España     | Joan Balcells - Alex Corretja  | 5      | 6  | 6  | 6 |  |  |
| 3 | Bandera de Uzbekistán | Vadim Kutsenko - Oleg Ogorodov | 7      | 3  | 4  | 4 |  |  |
| 4 | Bandera de España     | Joan Balcells                  | 6      | 7  |    |   |  |  |
| 4 | Bandera de Uzbekistán | Vadim Kutsenko                 | 4      | 64 |    |   |  |  |
| 5 | Bandera de España     | Alex Corretja                  | no     |    |    |   |  |  |
| 5 | Bandera de Uzbekistán | Oleg Ogorodov                  | jugado |    |    |   |  |  |

## Campeonato de España de Tenis
El Club de Tenis Albacete ha albergado en cuatro ocasiones el Campeonato de España de Tenis (masculino y femenino) en los años 1996, 1999, 2007 y 2010.

## Trofeo Internacional de Tenis Ciudad de Albacete
Todos los años acoge el Trofeo Internacional de Tenis Ciudad de Albacete, en cuyo palmarés de campeones figuran grandes figuras del tenis como Manuel Santana, Rafael Nadal, David Ferrer, Sergi Bruguera, Álex Corretja, Emilio Sánchez Vicario, Albert Costa o Alberto Berasategui, entre otros.

## Otros acontecimientos
Entre los campeonatos que ha albergado el Club de Tenis Albacete también se encuentran el Campeonato de España Alevín en 2004, dos fases nacionales Sport Goofy (actual Babolat Cup) en 2007 y 2008 o el Campeonato de España Infantil en 2015.
Desde 2011 se celebra el Open Automóviles Villar Mercedes-Benz dedicado a las jóvenes promesas del tenis actual.